# Amblyseius tianmuensis
Amblyseius tianmuensis är en spindeldjursart som beskrevs av Liang och Lao 1994. Amblyseius tianmuensis ingår i släktet Amblyseius och familjen Phytoseiidae. Inga underarter finns listade i Catalogue of Life.